# ヨシモト∞ホール
ヨシモト∞ホール（ヨシモトむげんだいホール）は、東京都渋谷区宇田川町にあった吉本興業のホール。東急不動産が所有する商業施設「BEAM」の地下1階に入居していた。
2025年3月閉館。2025年4月からは渋谷よしもと漫才劇場として運営されている。
この頁では同じビルに入居するヨシモト∞ドームについても記述する。

## 概要
- 所在地：東京都渋谷区宇田川町31-2 渋谷ビームB1F
- 最寄駅：渋谷駅
- 前身はライブハウス・ビームホール[1]。メダルゲーム店舗のインティ渋谷[2]。
- 吉本興業関係の記者会見会場としても使用されることもある[3]。
- 元々若手芸人が中心に出演している劇場であったが、2020年に「神保町よしもと漫才劇場」がオープンしたことにより、当劇場は芸歴12年目以上の一定のキャリアを積んだ芸人を擁する劇場となり[4]、芸歴11年目以下[5]の若手を育成する役割を同劇場に引き継いでいる。このことから、知名度の高い人気芸人が出演する「ルミネtheよしもと」と「神保町よしもと漫才劇場」の中間的な位置付けとなっている。

## 劇場の特徴

### 座席構成
- 席数は1階218席。A列からH列まである。
- B列からステージまでは2メートル - 3メートルほどなので至近距離で芸人の姿を見ることができる。
- 客席は半円状で多少急な角度になっている。
- 車椅子で利用する場合は、立ち見席後ろのドアから出入りする。
- G列とH列の間に歩行通路がある。
- H列の後ろには立見用のスペースがある。通行の邪魔をしなければ座っても良い。
- 座席の一番後ろには扉が2つあり、そこから観客を退場するように誘導することがある。

### ロビー

#### 受付
- 事前応募や当日券を受け付けるコーナーがある。差し入れなどの受付は行っていない。
- 通常はスタッフが男女1名ずつ若しくは女性2名の2人体制となっている。

#### グッズショップ
- ロビーにはグッズ売り場があり、芸人グッズや無限大オリジナルグッズが販売されている。

#### 番組収録
- かつては『いただき∞』『オリキュン』の収録で、『「22」～西野亮廣アワー～』の生放送が行われていた。ただし、放送される22時前にはホール入口が閉鎖されるので一般人の観覧はできない。
- 現在ヨシモト∞ホールを使って番組収録されているのは、吉本興業が制作（もしくは制作協力）する番組だけである（後述）。

### 昇降施設

#### 螺旋階段
- 受付へは地上から螺旋階段で降りていく。螺旋階段は地上から2階以上に行けるように続いているが、実際には殆ど使われない。
- 非常階段のように外からむき出しの形となるため、豪雨・豪雪には不向きなところがある。
- 手すりがなく、階段もコンクリートで出来ているため転倒すると危険。雨が入るとすべりやすくなる。

#### 室内階段
- 受付から客席へは1フロア分の階段を上がる。

#### エレベーター
- 観客用のエレベーターは設置されていない。

## 所属芸人

### ムゲンダイレギュラー
出典：
- アイロンヘッド
- ダイタク
- ネルソンズ
- 大自然
- サンシャイン
- ダンビラムーチョ
- ゆにばーす
- やさしいズ
- 蛙亭
- コットン
- そいつどいつ
- レインボー
- かたつむり（2021年7月より）[7]
- カーネーション（2021年9月より）[8]
- シシガシラ（2021年12月より）[9]
- キンボシ（2022年3月より）[10]
- ケビンス（2022年6月より）[11]
- いぬ（2022年9月より）[12]
- カゲヤマ（2022年12月より）[13]
- くらげ（2023年3月より）[14]
- ニッポンの社長（2023年4月より）[15]
- 紅しょうが（2023年4月より）[15]
- マユリカ（2023年4月より）[15]
- マルセイユ（2023年4月より）[15]
- シカゴ実業（2023年6月より）[16]
- デニス（2023年9月より）[17]
- カラタチ（2023年12月より）[18]
- スクールゾーン（2024年3月より）
- kento fukaya（2024年4月より）
- さや香（2024年4月より）
- 滝音（2024年4月より）
- 田津原理音（2024年4月より）
- セッツァー（2024年6月より）
- シモリュウ（2024年9月より）
- 入間国際宣言（2024年12月より）

### ムゲンダイユース
出典：
- イチキップリン
- 今井らいぱち
- ウォンバット
- 大谷健太
- おしみんまる
- 官兵衛
- クロフネ
- 小森園ひろし
- シマッシュレコード
- スカチャン
- スクラップス
- スロッピ
- たつろう
- TEAM近藤
- ツーナッカン
- 鶴亀
- デンゼル
- ドッチモドッチ
- とらふぐ
- 西村ヒロチョ
- ぱろぱろ
- 光永
- マチルダ
- まんじろう
- ランパンプス
- ワラバランス

### 過去のムゲンダイレギュラー
- 空気階段（2022年3月31日卒業）[20]
- うるとらブギーズ（2022年3月31日卒業）[20]
- ZAZY（2023年3月31日卒業）[21]
- 男性ブランコ（2023年3月31日卒業）[21]
- オズワルド（2024年3月31日卒業）[22]
- スパイク（2024年3月31日卒業）[23]
- TEAM BANANA（2024年3月31日卒業）[24]

- ダイヤモンド（2025年1月27日コンビ解散）

## ムゲンダイチャンピオンシップ
ムゲンダイチャンピオンシップとは半年に一回ファーストメンバーのみでネタバトルをしてランキングをつける大会である。
優勝すると賞金30万円と∞ホールの1日支配人となれる。

### ムゲンダイチャンピオンシップ結果
| 回 | 実施      | 優勝             | 2            | 3            | 4                | 5              | 6          | 7            | 8            | 9            | 10         |
| -- | --------- | ---------------- | ------------ | ------------ | ---------------- | -------------- | ---------- | ------------ | ------------ | ------------ | ---------- |
| 1  | 2021年7月 | うるとらブギーズ | ゆにばーす   | オズワルド   | 男性ブランコ     | そいつどいつ   | ZAZY       | サンシャイン | ネルソンズ   | 空気階段     | ダイタク   |
| 2  | 2022年1月 | ゆにばーす       | コットン     | 男性ブランコ | うるとらブギーズ | THIS IS パン   | ネルソンズ | シシガシラ   | サンシャイン | やさしいズ   | 蛙亭       |
| 3  | 2023年3月 | 男性ブランコ     | そいつどいつ | ゆにばーす   | やさしいズ       | シシガシラ     | レインボー | コットン     | ネルソンズ   | THIS IS パン | ケビンス   |
| 4  | 2024年3月 | マユリカ         | ダイタク     | コットン     | カゲヤマ         | ニッポンの社長 | 紅しょうが | キンボシ     | カラタチ     | やさしいズ   | ネルソンズ |

## 歴史
- 2006年3月：「ビームホール」（1992年オープン）を吉本興業がテナントとして借り受け、オリエンタルラジオのレギュラー番組である『ヨシモト∞』を放送するためのホールとして改称してオープン。
- 2007年4月：『ヨシモト∞』のセットを変更。
- 2007年7月：『AGE AGE LIVE』公演開始。
- 2008年12月：『ヨシモト∞』終了。
- 2009年1月1日：『シチサンLIVE』がスタート。
- 2010年12月31日：『AGE AGE LIVE』終了。
- 2010年12月31日：『シチサンLIVE』終了。
- 2011年1月：『渋谷ばちーんんんLive』開始。
- 2011年3月11日：野間俊助が支配人として就任。
- 2011年4月：空間プロデューサーとして佐藤詳悟が就任。
- 2011年5月：空間クリーンプロデューサー（清掃係）として内田弦、佐伯幸一、真壁正彦が就任。
- 2011年6月：野間俊助、佐藤詳悟、内田弦、佐伯幸一、真壁正彦で∞ホールをデジタルの発信拠点とするためデジタイズプロデュース集団HACKを結成。合言葉は「渋谷から宇宙へ」
- 2011年6月：内田、真壁がHACKから脱退。
- 2011年12月：『ばちーんんんLive』終了。
- 2012年1月：GetKingLive開始。
- 2012年1月：G7S7K7開始。
- 2013年3月：彩～irodori～East開始
- 2013年6月：『フットンダ』（中京テレビ製作）ワイルドカード決定戦開催
- 2016年3月：彩～irodori～East終了
- 2016年4月：新システムバトルに。ファーストクラス15組・セカンドクラス40組・サードクラス60組・トライアルクラスその他約500組に分けられる。
- 2018年1月：ファーストクラス以外の在籍組数変更、新クラス設立ファーストクラス15組（トップクラス5組を含む）・セカンドクラス40→30組サードクラス60→45組トライアルクラス100組・ファームクラスその他約500組に分けられる。
- 2020年1月：ランキングシステムを廃止し、劇場がレコメンドする若手トップクラスの芸人やテレビで活躍する人気芸人を中心とした「笑ってムゲンダイ！」と、今後期待のフレッシュな芸人をラインナップする「笑ってムゲンダイ！Fresh」の2つのネタ＆企画コーナーライブを新たにスタートさせた。
- 2021年4月5日：看板芸人20組を「ムゲンダイレギュラー」、ネクストブレイクが期待される40組を「ムゲンダイユース」として劇場がプロデュースするシステムへ移行。「笑ってムゲンダイ！」はムゲンダイレギュラーをメインキャストとする「ワラムゲ！」に生まれ変わる。ユースメンバーは毎月「ムゲンダイユースカップ」と題したバトルライブに出演し、3カ月に1度の決勝戦で優勝した1組がムゲンダイレギュラー入り。レギュラー、ユースに入っていない芸人は月に1度、オーディションライブ「ムゲンダイドラフト」から所属を目指す。
- 2025年3月30日：閉館[29][30]。

## 収録番組
- 隔週土曜日（原則）：読売テレビ『にけつッ!!』（公開収録、3本撮り）

### 過去に収録が行われていた番組
- 月曜日 - 土曜日：『ヨシモト∞』（生放送）
- 月曜日 - 金曜日：『AGE AGE LIVE』（生放送）
- 月曜日 - 土曜日：『シチサンLIVE』（生放送）
- 月曜日 - 金曜日：『渋谷ばちーんんんLive』（生放送）
- 月曜日 - 金曜日：『よしログ』（20:30 - 22:30で生配信）
- 土曜日：『渋谷ストリートライブ解放区＠ヨシモト∞ホール』（生放送）
- 日曜日：『オリキュン』（収録）
- 日曜日：『水野キングダム』（収録）
- 月に一度：『「22」〜西野亮廣アワー〜』（生放送）

#### 単発
- 『モンキーターンの冠番組』 - ヨシモト∞木曜日コーナー「わしづかみレース」で勝ち抜いたご褒美として放送。
- 「マンスリーよしもとTV」3月号『2007年ヨシモトの男前って誰だ!?』（初回放送:2007年3月4日）

#### 特番
- 錦鯉たかし＆オズワルドいとうの超自由時間 - HTBの北海道ローカル放送。第3弾で閉館後のヨシモト∞ホールから収録を行った。

## ヨシモト∞ドーム

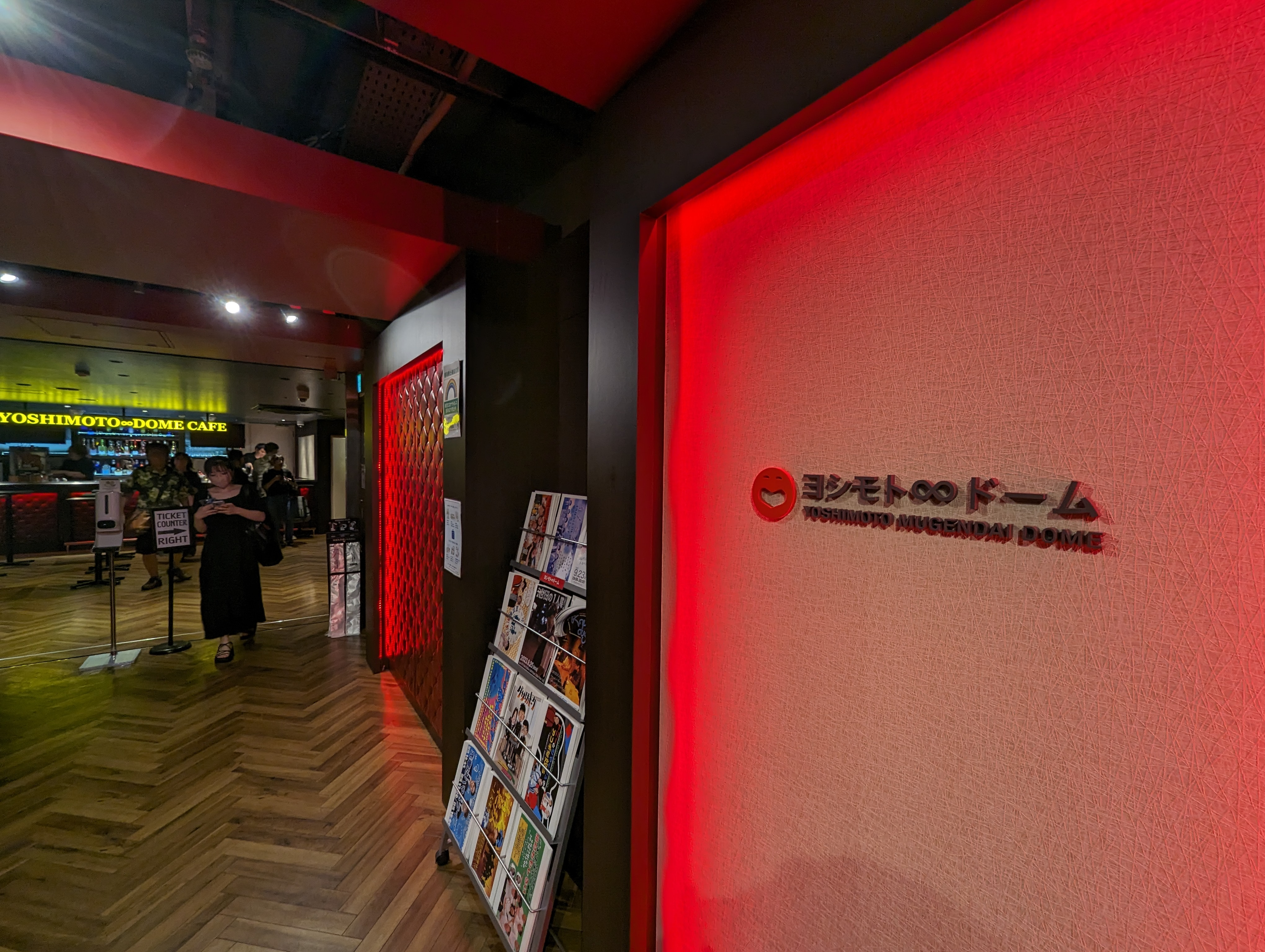
ヨシモト∞ドーム出入口（エレベーター前）

2018年11月10日に入居するビル7階にヨシモト∞ドームをオープン。90席の「ステージI」、50席の「ステージII」を設置。ドームという名称だが、両会場ともホールより収容人数は少ない。オープニングイベントは「ストリートファイターV アーケードエディション」エキシビションマッチ。eスポーツイベントやトークライブを実施するほか、1月より前述した若手ファームクラスの「ファーム∞」の定期ライブを開始している。
2025年5月末に閉館予定。